# Dialyse
Dialyse er en behandlingsform til patienter med nyresvigt.
Ved dialysen fjernes affaldsstoffer og kroppens salt- og væskebalance reguleres. Det er funktioner, som normalt varetages af nyrerne. Behandlingen sker ved hjælp af tekniske hjælpemidler (dvs. ikke medicinsk).
Ved kronisk nyresvigt, vil nyrefunktionen gradvis aftage. På et tidspunkt kan dialyse blive nødvendigt. Perioden med nedsat nyrefunktion før dialyse påbegyndes kaldes prædialysefasen.